# You Are Wanted
You Are Wanted est une série télévisée dramatique allemande créée par Hanno Hackfort, Bob Konrad et Richard Kropf, diffusée à du 17 mars 2017 au 18 mai 2018 sur Amazon Prime Video.

## Synopsis
Lukas Franke est victime d'un piratage informatique. Ses données personnelles ayant été modifiées, il est accusé d'avoir orchestré une cyberattaque à Berlin, qui a provoqué le blackout de la ville entière. Soupçonné d'activités terroristes, Lukas tente de découvrir pourquoi il a été choisi pour cible, alors que sa famille et ses amis commencent à douter de son innocence.

## Distribution

### Acteurs principaux
- Matthias Schweighöfer (VF : Brice Ournac) : Lukas Franke
- Alexandra Maria Lara (VF : Aurore Bonjour) : Hanna Franke
- Franz Hagn : Leon
- Karoline Herfurth (VF : Laëtitia Lefebvre) : Lena Arandt (saison 1)

### Acteurs récurrents
- Tom Beck (VF : Jean-François Cros) : Marc Wessling (saison 1)
- Louis Hofmann (VF : Martin Faliu) : Dalton (saison 1)
- Jörg Pintsch (de) : Thomas Franke
- Aleksandar Jovanovic (de) : Case / Jens Kaufmann
- Catrin Striebeck (de) (VF : Armelle Gallaud) : Sandra Jansen
- Edin Hasanović (de) : Thorsten Siebert
- Jessica Schwarz : Nelly Hallaska (saison 2)
- Hannah Hoekstra  : Frida Bosman aka. Angel (saison 2)
- Katrin Bauerfeind (de) : Julia Gracht
- Michael Landes : Admiral Bruce Gardner (saison 2)
- Alexander Khuon (de) : Johnny (saison 1)
- Toni Garrn (VF : Véronique Picciotto) : Katja (saison 1)
- Thomas Schmauser (de) : Frank Jeryzcek (saison 1)
- Lucie Aron (de) : Vero (saison 1)
- Markus Gertken (de) : Lorenz (saison 1)

 Source et légende : version française (VF) sur RS Doublage

## Saison 1
1. Blackout
2. X-Ray
3. Trust
4. Noob
5. Rollo
6. Burning Man

## Saison 2
1. File Not Found
2. Krypto-Angel
3. Virus
4. Shift Memory
5. Shut Down
6. Reboot